# Clayton (Nuevo México)
Clayton es un pueblo ubicado en el condado de Union en el estado estadounidense de Nuevo México. En el Censo de 2010 tenía una población de 2980 habitantes y una densidad poblacional de 141,49 personas por km².

## Geografía
Según la Oficina del Censo de los Estados Unidos, Clayton tiene una superficie total de 21.06 km², de la cual 21.02 km² corresponden a tierra firme y (0.18%) 0.04 km² es agua.

## Demografía
Según el censo de 2010, había 2980 personas residiendo en Clayton. La densidad de población era de 141,49 hab./km². De los 2980 habitantes, Clayton estaba compuesto por el 75.94% blancos, el 2.58% eran afroamericanos, el 2.72% eran amerindios, el 0.54% eran asiáticos, el 0% eran isleños del Pacífico, el 15.64% eran de otras razas y el 2.58% pertenecían a dos o más razas. Del total de la población el 51.14% eran hispanos o latinos de cualquier raza.